# Shota Yomesaka
Shota Yomesaka (嫁阪 翔太 Yomesaka Shota?, Osaka, 19 de octubre de 1996) es un futbolista japonés que juega como defensa en el Iwate Grulla Morioka.

## Trayectoria

### Clubes
| Club                 | País  | Año       |
| -------------------- | ----- | --------- |
| Gamba Osaka          | Japón | 2015-2017 |
| Grulla Morioka       | Japón | 2018-2021 |
| Nara Club            | Japón | 2022-2025 |
| Iwate Grulla Morioka | Japón | 2025-     |